# The Fallen Empire (album)
Albums de Altaria
Invitation
(2004)
The Fallen Empire est un album de musique du groupe Altaria, sorti en 2006.

## Liste des titres
1. Disciples
2. Valley of Rainbows
3. Abyss of Twilight
4. Frozen Hearts
5. Crucifix
6. Showdown
7. The Lion
8. Outlaw Blood
9. Chosen one
10. Access Denied
11. The Dying Flame (European Bonus Track)
12. Metality (Japanese Bonus Track)

## Critique
Troisième album d'Altaria, The Fallen Empire est considéré par beaucoup de fans comme le plus abouti des albums du groupe. Malgré le départ de Jani Liimatainen au début de l'année 2005 en raison de son manque de temps à consacrer au groupe en parallèle de Sonata Arctica, Altaria s'est doté du remplaçant parfait : J-P Alanen, guitariste talentueux au style très proche de celui de Jani sans toutefois le calquer, ce qui assure une bonne transition après le départ de ce dernier.
On retrouve donc dans beaucoup de morceaux une touche très semblable à celle de Jani sur Divinity, avec une nouvelle fois des riffs complexe alternant power chord, palm mute et triade avec très souvent des harmoniques artificielles judicieusement intercalées. Les différents solos sont très proches musicalement de ceux que l'on peut retrouver dans Divinity, avec peut-être un peu plus de technique et moins de ressentis, bien que cela reste très bon.
On remarquera aussi l'apparition de partie acoustique et/où en son clair, comme dans Frozen Heart avec un riff d'intro en arpège en son clean et reverb, ou encore dans Access Denied avec une intro à la guitare Folk. Le titre bonus européen The Dying Flame comporte également une intro à la guitare classique.
Le clavier prend une place importante sur cet album ou, à l'instar de Nightwish ou Sonata Arctica, il assume le rôle de seconde guitare, avec notamment des passages de chant sans guitare, simplement le clavier en plus de la section rythmique.

## Extraits
Les extraits de trois morceaux de l'album,, sont disponibles en téléchargement libre sur le site d'Altaria[à vérifier].

## Composition du groupe
- J-P Alanen : Guitare
- Taage Laiho : Chant
- Marko Pukkila : Basse
- Tony Smedjebacka : Batterie